# Sigillina australis
Sigillina australis is een zakpijpensoort uit de familie van de Holozoidae. De wetenschappelijke naam van de soort is voor het eerst geldig gepubliceerd in 1816 door Marie Jules César Savigny.
Savigny vermeldde dat de soort voorkwam aan de zuidwestelijke kust van Australië.